# ایزبل (کانزاس)
ایزبل (به انگلیسی: Isabel) شهری در ایالت کانزاس کشور ایالات متحده آمریکا است که جمعیت آن در سرشماری سال ۲۰۱۰ میلادی، ۹۰ نفر بوده‌است.